# マドリード国際映画祭
マドリード国際映画祭（マドリードこくさいえいがさい、英：Madrid International Film Festival、スペイン語：Festival Internacional de Cine de Madrid）は、年に一度スペインのマドリードで開催される国際映画祭。

## 受賞した日本の映画作品
- 2018年度[1]
  - 『ウスケボーイズ』（柿崎ゆうじ監督）最優秀外国語映画作品賞、主演:渡辺大が最優秀外国語映画主演男優賞

- 2019年度[2]
  - 『桜の咲く頃 交わした約束は、』(空下慎監督) 最優秀短編映画賞
  - 『世界から希望が消えたなら。』(赤羽博監督) 外国語長編映画部門にて最優秀監督賞受賞
  - 『ひとくず』(上西雄大監督) 出演の古川藍と徳竹未夏が最優秀助演女優賞をダブル受賞

- 2021年度[3]
  - 『ヌーのコインロッカーは使用禁止』（上西雄大監督）最優秀作品賞、主演の古川藍が外国語映画最優秀主演女優賞
  - 『夢判断、そして恐怖体験へ』（奥津貴之監督）最優秀VFX賞、審査員特別賞
  - 『Smile』（空下慎監督）外国語映画最優秀助演俳優賞
  - 『スモーキー・アンド・ビター』（神威杏次監督）主演・工藤俊作が外国語映画最優秀主演男優賞
  - 『にしきたショパン』（竹本祥乃監督）最優秀作曲賞
  - 『ずれてるヤツら』（サヤマサスケ監督）短編外国語映画最優秀オリジナル脚本賞

- 2022年度
  - 『宮古島物語ふたたヴィラ』（上西雄大監督）最優秀賞、松原智恵子が主演女優賞
  - 『信虎』（金子修介・宮下玄覇監督）外国語映画最優秀監督賞、宮本まさ江がベスト・コスチューム賞

- 2023年度
  - 『SINGULA』（堤幸彦監督）spiが外国語映画主演男優賞